# Caciocchiato
Il caciocchiato è un formaggio semiduro a pasta filata prodotto con latte vaccino e riconosciuto quale prodotto agroalimentare tradizionale dal Ministero delle politiche agricole alimentari e forestali.

## Origini
Tipico del comprensorio montano di Ariano Irpino, localizzato lungo l'Appennino campano nel settore settentrionale della provincia di Avellino, il caciocchiato è prodotto con materie prime provenienti esclusivamente da aziende zootecniche locali di piccole o medie dimensioni.

## Produzione
Il latte fresco, una volta giunto in caseificio, viene riscaldato e sottoposto a una temperatura di 68 °C per soli 20 secondi; dopodiché è riportato alla soglia termica di 37,5 °C mentre la coagulazione viene indotta dall'aggiunta di caglio liquido di vitello. La cagliata viene quindi rotta (con conseguente formazione di grumi delle dimensioni di un centimetro o meno) e riscaldata a 40 °C prima che si proceda all'asportazione del siero. Il tempo di maturazione della cagliata deve essere di almeno 4 ore in modo da consentire la formazione delle tipiche occhiature, determinate dallo sviluppo della fermentazione propionica che si innesca dopo quella acido-lattica. A quel punto si provvede a intagliare finemente la cagliata, a immergerla in acqua bollente e a mescolarla energicamente con un bastone di legno (detto menatora in dialetto irpino). Successivamente si procede a drenare la componente liquida e a compattare manualmente le grosse forme ovali (dal peso lordo di circa 12 kg ognuna) che vengono quindi raffreddate in acqua a temperatura ambiente, mentre la successiva salatura avviene in salamoia satura. Dopo la legatura ha inizio la lunga fase della stagionatura in cella aerata a temperatura costante e controllata, della durata di diversi mesi.

## Caratteristiche
Il prodotto finale, di forma ovoidale e del peso di 10-11 kg, si contraddistingue per la scorza assai liscia e sottile, di colore inizialmente giallastro e poi via via più scuro; la pasta, di consistenza dapprima morbida e poi più elastica, mantiene invece un tipico colore giallo-paglierino, mediamente assai chiaro. Le caratteristiche occhiature sono estremamente piccole e uniformemente distribuite mentre il sapore è intenso ma delicato e poco o punto piccante. Oltre al caciocchiato classico è in produzione anche il caciocchiato affumicato, il cui processo di produzione si caratterizza per la presenza della fase di affumicatura (intermedia tra la salatura e la stagionatura) che è effettuata per mezzo di esposizione a fumo freddo di paglia biologica certificata.
Benché il caciocchiato fosse prodotto in modo continuativo fin dalla seconda metà del Novecento, il relativo marchio PAT è stato conferito ufficialmente solo a partire dal 2016.